# Orden de la Inmaculada Concepción (Italia)

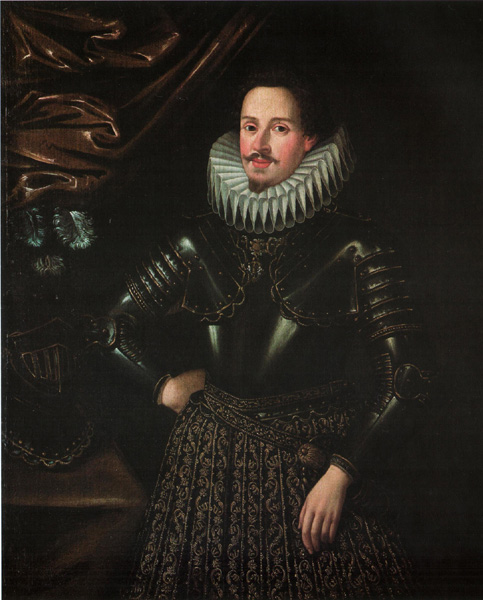
Fernando Gonzaga, duque de Mantua

La Orden de la Inmaculada Concepción fue una orden caballeresca que se fundó en Italia en el siglo XVII. 
Los fundadores de esta orden que tuvo inicio en el año de 1618 fueron: Fernando, duque de Mantua, Carlos de Gonzaga, duque de Nevers y Adolfo, conde de Alla, bajo la advocación del Arcángel San Miguel. Su divisa era una cruz de esmalte azul orlada de oro y cantonada con cuatro lises: en su anverso se encontraba la efigie de la Virgen entre radios coronada con doce estrellas, y en el reverso la imagen de San Miguel con la espada en la mano pisando un dragón. 
Los caballeros la usaban sobre el pecho pendiente de una cadena de oro o de una cinta azul. 